# Tomislav Grgo Antičić
Tomislav Grgo Antičić (Igrane kod Makarske, 7. ožujka 1946. – Zagreb, 11. veljače 2015.) bio je hrvatski književnik. Pisao je drame i pjesme.
Bio je član društva Napredak, Društva hrvatskih književnika Herceg Bosne  (od 2009.) iz Mostara, Udruge umjetnika Vladimir Mazer i pjesničke udruge Jutro poezije.
Po struci je diplomirani je ekonomist. Uređivao je mjesečni list Harahvati, kojem je bio pokretačem.
Objavio je djela:
- drame:
- Rajska zemlja (trilogija)
Rajska zemlja
Balkanski kolodvor
Kiki riki arka
- Babinjak
- Psetanija (drama-basna)[3]
- Dajkuni
- Kardinal frontova (tematizira Alojzija Stepinca i Križni put)[1]

- zbirke pjesama (tri)
- Cvijetanje lišća[3]
- Lađari duša[4]

## Vanjske poveznice
- Tjedno.com  Arhivirana inačica izvorne stranice od 3. svibnja 2021. (Wayback Machine) Ante Matić: Čitaonica, 10. srpnja 2011.